# イェンス・ルンクウィスト
イェンス・ルンクウィスト（Jens Lundqvist, 1979年8月29日 - ）は、スウェーデンの卓球選手。2008年北京オリンピックと2012年ロンドンオリンピックに出場した。
話す言語はスウェーデン語と英語。

## プレースタイル
フォアハンドでの短いスイングの下回転系のサービスと横回転を強くかけたYGサービスを多用し、得意とする力強いフォアハンドドライブへと展開していく事が多い。
このフォアハンドドライブへ展開していくまでの一連の流れ(戦術)はフォア主戦の選手に多く見られる。
またフォアを主体としたプレーや戦術が多いがゆえ、バックハンドは補助的に振る程度である。
そのため、ここぞという時に振るバックハンドドライブは対戦相手にとって意外性のある攻撃となる。

## 主な戦績
- 2002年
  - ヨーロッパ選手権ザグレブ会 男子団体優勝
- 2007年
  - ヨーロッパ選手権ベオグラード大会 男子シングルス ベスト8
- 2008年
  - ヨーロッパ選手権サンクトペテルブルク大会 男子シングルス ベスト8